# 中国人民解放军海军福建基地
中国人民解放军海军福建基地，位于福建省福州市，是中国人民解放军东部战区海军的基地。

## 沿革
1949年9月，华东军区海军驻福州办事处成立，负责接管福州、厦门地区的原国民党海军机关和财产，登记原国民党海军人员。办事处下辖警卫连及马尾、厦门两个工厂，共计340人。1951年4月，华东军区海军驻福州办事处与陆军厦门要塞炮兵指挥所合并，组成华东军区海军厦门基地筹备处，李友田任主任，下辖直属营，海岸炮兵第1、第2营以及1个布雷分队，共计1481人。1953年6月，在上海组建了福州巡逻艇大队；10月进驻连江琯头，装备有50吨炮艇及由渔船改装的巡逻艇各4艘。1953年7月，在上海组建了厦门巡逻艇大队；11月进驻马尾，装备有50吨炮艇6艘。
1953年11月，华东军区海军厦门基地筹备处改组成中国人民解放军海军厦门水警区，归华东军区海军建制，郑友生任政治委员兼代司令员。1955年2月，杜彪任司令员，辖福州巡逻艇大队、厦门巡逻艇大队，海岸炮兵第1、第2营和1个布雷分队，共计1962人。同年3月，组建闽中巡逻艇大队，驻泉州后渚，装备有50吨炮艇8艘。同年4月，组建三都澳巡防区。
1958年10月4日，根据地方军委1958年9月30日批复，以厦门水警区为基础组建了中国人民解放军海军福建基地，仍沿用厦门水警区代号，归属东海舰队建制领导。东海舰队副司令员彭德清兼任司令员兼政治委员。其地区性战斗活动归福州军区组织指挥。为便于指挥进入福建省的海军各部队，暂以东海舰队福建前线指挥所名义出现，将来过渡到基地。1958年12月18日，该基地正式对外办公。领导机关设有司令部、政治部、后勤部，后来又增设了装备技术部。1958年11月，三都澳巡防区改建成三都澳水警区，陈雪江任司令员，张尔庆任政治委员。后来又组建了海坛水警区和沙埕巡防区。1964年11月，海军福建基地领导机关迁至宁德三都澳。同时将三都澳水警区机构移驻厦门，改称厦门水警区。
1992年初，海军福建基地从宁德迁至福州。1992年4月10日，中共福州市委书记习近平带着福州市有关部门负责人来到新营区现场办公，为搬迁解决困难。
2003年12月编制体制调整，海军福建基地更名为中国人民解放军海军福建保障基地。
2008年12月16日，海军福建基地成立五十周年纪念大会在福州召开，中共福建省委副书记于广洲出席纪念大会并讲话。
2011年，海军福建保障基地创办了海军第一所舰员职业技能培训学校——水兵学校。
2012年，海军福建保障基地更名为中国人民解放军海军福建基地。

## 编制
- 海军厦门水警区
- 海军温州水警区
- 海军汕头水警区

## 历任领导
以下列出的海军厦门水警区领导是海军福建基地前身的海军厦门水警区的领导。后来从海军三都澳巡防区演变而来的海军厦门水警区的领导见海军厦门水警区。

| 海军厦门水警区司令员 1. 郑友生（1953年11月—1955年，政治委员兼代司令员） 2. 杜彪（1955年2月—1958年） 3. 高立忠（1958年—1958年） 海军福建基地司令员 1. 彭德清少将（1958年—1964年，东海舰队副司令员兼） 2. 康烈功少将（1964年11月—1969年10月） 3. 张先军（1969年10月—1983年8月） 4. 王永国（1983年8月—？） 5. 牛玉山海军少将（1985年8月—1990年6月） 6. 何林忠海军少将（1990年6月—1993年1月） 7. 高元发海军少将（1990年6月—1993年12月） 8. 于明初海军少将（1993年3月—1995年6月） 9. 徐兴和海军少将（1995年6月—1997年10月） 10. 吴成功海军少将（1997年10月—1999年12月） 11. 王来友海军少将（1999年12月—2001年12月） 12. 胡先贵海军少将（2001年12月—2002年12月） 13. 张华臣海军少将（2002年12月—2007年） 14. 沈浩海军少将（2007年—2010年12月） 15. 陈琳海军少将（2011年—2014年） 16. 李汉军海军少将（2015年—2015年） 17. 王再杰海军少将（2015年—2018年8月） 18. 吴宏志海军少将（2018年8月—） | 海军厦门水警区政治委员 1. 郑友生（1953年11月—1957年12月） 海军福建基地政治委员 1. 彭德清少将（1958年—？，兼任） 2. 谭天哲少将（1962年3月—？） 3. 左爱少将（1963年7月—1975年7月） 4. 康烈功（1969年2月—？） 5. 王俊杰（1977年5月—？） 6. 李世田（1983年8月—1985年8月） 7. 李景伟海军少将（1985年8月—1992年10月） 8. 黄铁须海军少将（1992年10月—1996年12月） 9. 赵荣堂海军少将（1996年12月—2000年12月） 10. 童世平海军上将（2000年12月—2003年6月） 11. 刘阁忠海军少将（2003年6月—2007年） 12. 厉江潭海军少将（2007年—2012年10月） 13. 陈显国海军少将（2012年—2014年12月） 14. 翟永远海军少将（2014年12月—） |